# Юхары-Мазра
Юхары-Мазра (азерб. Yuxarı Məzrə) — бывшее село на территории современного Ходжавендского района Азербайджана. Входило в состав сельского административно-территориального округа Сарыджалы Джебраильского района Азербайджана. В 2023 году село Юхары-Мазра было упразднено, а его территория была передана в состав Ходжавендского района.

## История
Решением Верховного Совета Азербайджана № 54-XII от 7 февраля 1991 года село Юхары-Мазра Джебраильского района был включён в список населённых пунктов района в составе Шукюрбейлинского сельсовета.
В начале 1990-х в результате Первой карабахской войны село попало под контроль непризнанной Нагорно-Карабахской Республики (НКР), в которой именовалось Дзорагюх (арм. Ձորագյուղ). 7 ноября 2020 года в ходе Второй карабахской войны Вооружённые Силы Азербайджана восстановили контроль над селом.
Законом Азербайджана от 5 декабря 2023 года село Юхары-Мазра было упразднено, а территория упразднённого села была передана в состав Ходжавендского района.